# Karina Sainz Borgo
Karina Sainz Borgo (Caracas, 1982) è una giornalista e scrittrice venezuelana.
I suoi libri sono stati tradotti in più di trenta lingue e i suoi racconti sono stati pubblicati su riviste come Granta. Fa parte di quella che i critici hanno definito "letteratura della diaspora venezuelana" o "dell'esodo".

## Biografia
Si è laureata in Comunicazione sociale presso l'Universidad Católica Andrés Bello. Dal 2006 è residente in Spagna, dov'è arrivata all'età di 24 anni. 
Ha lavorato per giornali spagnoli come Vozpópuli, Zenda e Onda Cero. È autrice di libri sul giornalismo come Caracas hip-hop e Tráfico y Guaire, el país y sus intelectuales. Lavora come giornalista e colonnista per il giornale spagnolo ABC.
Nel 2019 ha pubblicato Notte a Caracas, il suo primo romanzo, un successo senza precedenti nella letteratura venezuelana che è stato tradotto in più di venti lingue. Il romanzo racconta la storia della giovane Adelaida Falcón che, dopo la morte della sua madre, tenta di fuggire da un paese che, dopo anni di prosperità e crescita economica, da ormai un trentennio vive una crisi economica e sociale che spesso sfocia nella violenza.
La rivista statunitense Time ha inserito questo romanzi tra i 100 libri più importanti dell'anno 2019. Lo scrittore Fernando Aramburu evidenzia la "straordinaria qualità di Sainz Borgo come romanziera". Secondo il New York Times, il romanzo ha "echi di Borges", in una Venezuela che vive nel caos politico. Thierry Clermont di Le Figaro scrive che Sainz Borgo "pubblica un primo romanzo magistrale, saturato di violenza, di speranza e di luce", mentre Florence Noiville di Le Monde considera La figlia della spagnola un bellissimo e feroce primo romanzo.
Nel 2021 pubblica La custode, dove rivisita il mito di Antigone e il diritto fondamentale di seppellire i propri morti. Sainz Borgo torna all'"immagine di donne che generalmente stanno sole o accompagnate da altre donne".
Insieme ad autori come Keila Vall de la Ville, Rodrigo Blanco Calderón, Michelle Roche Rodríguez o Camilo Pino, fa parte di quella che i critici hanno chiamato "letteratura della diaspora venezuelana" o "dell'esodo".

## Opere

### Cronaca
- Caracas hip-hop (Caracas, 2007)
- Cuatro reportajes, dos décadas, una historia: Tráfico y Guaire, el país y sus intelectuales (Fundación para la Cultura Urbana, 2007)
- Crónicas barbitúricas (Círculo de Tiza, 2019)

### Romanzi
- Notte a Caracas (Einaudi, traduzione di Federica Niola, 2019)
- La custode (Einaudi, 2022)
- La isla del Doctor Schubert (Lumen, 2023)

## Premi
- Grand prix de l'héroïne Madame Figaro du roman étranger (2020)
- Nominada al LiBeraturpreis (2020)
- Finalista del Kulturhuset Stadsteatern Stockholm (2021)
- Longlist dell'Europese Literatuurprijs (2021)
- Premio O. Henry (2021)